# 亞倫·鮑納爾
史蒂芬·亞倫·芙萊契·鮑納爾（Stephen Alan Fletcher Pownall；1986年12月30日—），又稱做為「亞倫·鮑納爾」，他是英國男歌手，為電音團體Pale的主唱。該團體在2012年組成，並且曾經替疫苗樂團(The Vaccines) 以及歌手史蓋·芙蕾拉(Sky Ferreira)擔任伴奏。他們曾經與另一個電音樂團Simian Mobile Disco的樂手Jas Shaw合作過他們的兩首出道單曲，由獨立唱片公司37 Adventures發行。

## 簡介
亞倫的父親是英國律師奧蘭多·鮑納爾(Orlando Pownall, QC)，從小在英國倫敦外的泰晤士河畔里奇蒙倫敦自治市長大，並就讀過 Marlborough College 學校以及 Shiplake College 學校，他原本的興趣為時尚，曾經在法國設計師 Roland Mouret 底下工作兩年，並且被建議去米蘭進修，之後去進修時尚設計，但其在2006年休學並開始他的音樂事業。
在一次愛黛兒演唱會之前，亞倫向愛黛兒說明他本身有創作音樂，有機會可以聽聽看。出乎意料之外地，亞倫收到了參與愛黛兒演唱會的邀請。因此亞倫替愛黛兒的演唱會擔任幕後伴奏。原本亞倫只創作了四首音樂，之後他在演唱會期間創作了更多音樂。亞倫也曾經替英國多名歌手或樂團演唱會擔任幕後，包括 Paloma Faith、Lissie、Marina and the Diamonds、 Noah and the Whale 以及 Florence and the Machine。
亞倫曾經在倫敦與樂手 Jay Jay Pistolet (Justin Hayward-Young) 共同分租公寓，後來Jay成為疫苗樂團的主唱。之後亞倫與蒙福之子樂團(Mumford and Sons) 的 Marcus Mumford 以及 Winston Marshall 住在一起，應該也認識蒙福之子的其他團員，包括 Ted Dwane 以及Ben Lovett。
在一次的專訪中，亞倫自稱右耳幾乎失聰。
亞倫的首張迷你專輯於2010年4月5日，由 Mercury Records 發行。而他的專輯「True Love Stories 」在2010年6月25日發行。在2010年底，就與唱片公司解約。中斷了三年後，亞倫現在重組一個電音團體，叫做 Pale。

## 個人生活
2014年9月13日，亞倫與英國女演員加布瑞拉·王爾德（Gabriella Wilde）結婚，兩人的第一個兒子，Sasha Blue Pownall，在2014年2月3日生。而在2016年，他們的第二個兒子叫做Silva Pownall。

## 音樂作品列表

### 錄音室專輯
| 名稱              | 專輯內容                             |
| ----------------- | ------------------------------------ |
| True Love Stories | - 發行時間: 2010 - 唱片公司: Mercury |

## 外部連結
- Mercury Records
- Fearne Cotton on BBC Radio 1 （页面存档备份，存于）
- BBC Introducing （页面存档备份，存于）